# Подружнице српског лекарског друштва
Према усвојеном статуту Српског лекарског друштва једна од јединица друштва је и подружница где су све подружнице на територији НР Србије повезане заједничким правилима друштва.
	Подружнице, према томе, нису самостална друштва, већ само његове организационе јединице.
	Управа Друштва започела је организовање подружница у жељи да одмах отпочне са стручним уздизањем и усавршавањем лекара. То је чинила својим посетама унутрашњости организовањем научних предавања. Ова предавања држали су професори медицинског факултета.
	Редовни рад у подружницама обухватао је заједничке састанке са предавањима и приказима. Такође, сарадња на стручном пољу са колегама из других подружница треба да приближи лекаре и да им олакша њихов тежак, али частан и важан задатак. У интересу народног здравља је да се лекари који обрађују један терен међусобно упознују са запажањима и проблемима, а нарочито са потешкоћама на којима наилазе у свом раду.
	Подружница треба да постане важан контролни орган друштва, који води рачуна о моралном и стручном нивоу лекара и чува њихов углед у народу.
	Подружница у свом раду има пуну подршку управе из Београда. Према томе, подружнице су важна и корисна новина у друштвеном и стручном животу лекара.

## Подружница у Лесковцу
Окупљени лекари Лесковачког, Власотиначког и Јабланичког округа формирали су Окружну подружницу Српског лекарског друштва и за првог председника изабрали др Радета Свилара, за секретара др Владимира Михајловића и за благајника др Данила Стоиљковића. Тако је 1. марта 1947. године почела са радом Окружна подружница Српског лекарског друштва у Лесковцу.
	Оснивање Подружнице Српског лекарског друштва у Лесковцу није представљало пуку случајност, већ логичну последицу ранијег деловања здравства у нашем граду и околини. Тада су постојали услови, мада далеко од идеалних, да се лекари организују у своју Подружницу, у којој ће изказати себе, измењати искуства са колегама из оближњих региона, Србије, тадашње Југославије и света.
	Лекари овог краја били су на првом месту референти по различитим темама. излажући искуства из дијагностичких, терапеутских и превентивних поступака, не само на седницама наше Подружнице, већ и наших специјалистичких секција широм земље и иностранства. Били су тесно повезани са својом матицом, Српским лекраским друштвом, и својим предавањима као позвани гости уводили их у свет медицинских открића, са медицинских факултета, првенствено из Београда и Ниша. Пример за ово наше тврђење је и часопис "APOLLINEM MEDICUM ET AESCULAPIUM", који Подружница Српског лекарског друштва издаје од 1984. године.
	Целокупним својим досадашњим деловањем, Подружница Српског лекарског друштва у Лесковцу, са својим лекарима опште праксе, стоматолозима и специјалистима разних струка, се показали не само као професионалци, већ и као патриоте, који су водили увек рачуна да је медицина космополитски позив, који примарно служи човеку без обзира на његово социјално порекло, расу, религиозну припадност и политичко убеђење. 
	Од свог оснивања до данашњег дана Подружница је у Лесковцу имала континуирану стручну активност и организовање великог броја стручних и научних скупова. Председници подружнице Српског лекарског друштва у Лесковцу од оснивања до данас су били:
- др Раде Свилар 1. март 1947. - јануар 1949.
- др Алојз Будимир јануар 1949. -јануар 1950.
- др Владимир Михајловић јануар 1950. -јануар 1952.
- др Оскар Киш 1952—1954.
- др Велибор Теокаревић 1954—1956.
- др Петар Стојчић 1956—1958.
- др ВелиборТеокаревић 1958—1960.
- др Миодраг Хаџи-Јованчић јануар 1960. - јуни 1960.
- др Живоин Поповић јуни 1960—1961.
- др Данило Стоиљковић 1962—1963.
- др Драгомир Андрејевић 1964. - децембар 1964.
- др Миодраг Тасић децембар 1964. - април 1966.
- др Миодраг Тасић априи 1966. - април 1968.
- др Миодраг Павловић април 1968. - април 1970.
- др Томислав Стаменковић април 1970. -јануар 1971.
- др Живка Сретић јануар 1971. - март 1972.
- др Живка Сретић март 1972. - фебруар 1974.
- прим. др ВелиборТеокаревић фебруар 1974. - новембар 1976.
- прим. др Драгомир Марковић новембар 1976. - децембар 1978.
- прим. др Драгомир Марковић децембар 1978. - децембар 1981.
- др Вукадин Ристић децембар 1981. - април 1983
- прим. др Вукадин Ристић април 1983. - апри11985.
- прим. др Вукадин Ристић април 1985. - децембар 1987.
- прим. др Милан Леви децембар 1987. -јануар 1992.
- прим. др Томислав Стојичић јануар 1992—1996.
- прим. др Властимир Перић 1996—2.март 2000.
- прим. др Нинослав Златановић 2. март 2000—23. новембар 2000.
- прим. др Вукадин Ристић В.Д. 23. новембар 2000—19. март 2001.
- мр. сци. мед. Зоран Анђелковић 19. март 2001—26. март 2003.
- прим. др сци. мед. Саша Гргов 26. март 2003-

#### Досадашњи рад подружнице
Рад Подружнице СЛД у Лесковцу у протеклом периоду био је плодоносан.
Превасходно се састојао у одржавању стручних састанка подружнице, секција
разних медицинских грана, научних скупова по одређеним темама, стручним конференцијама са учешћем наших еминентним професорима и колега са Медицинских факултета, клиника и болница Београда, Новог Сада, Ниша Крагујевца и других. Поред редовних, одржавани су и стручни састанци у Лесковцу, Власотинцу, Лебану, Сијаринској Бањи и другим околним местима. Расправљало се и о сталешким, текућим и сличним питањима. Стручни састанци су били језгро стручног рада у припремању нових кадрова, како за потребе болнице у Лесковцу, тако и за Домове здравља на овом подручју. Састанцима су повремено присуствовали и били предавачи и гости из Београда, Ниша, Новог Сада и других места у Србији као и из организације СЛД и органа здравствене службе.
	Подружница је неговала успешну и стваралачку сарадњу са органима Лесковачке општине, друштвено-политичким и другим организацијама. Та сарадња је нарочито била значајна приликом решавања одговарајућих проблема у области здравства, што је било од вишеструког значаја. Подружница је у својим акцијама организовала систематске прегледе свих грађана Власотинаца, Барја, Стројковца, рудника Леца, Сијаринске Бање, Вучја и другим местима. Вршени су лабораторијски, гинеколошки, интернистики и стоматолошки прегледи грађана. Подружница је сарађивала са Општинским одбором Црвеног Крста, са школама и другим организацијама. Учествовала је у акцијама прикупљања крви од добровољних давалаца, док су њени чланови били предавачи на курсевима медицинске помоћи у радним колективима и у месним заједницама.
	Може се рећи да је Подружница одувек радила успешно и на опште задовољство њених чланова, као и друштвено-политичких организација Лесковца. У једном периоду њени чланови су били учесници организовања једногодишње школе за болничаре, разних курсева у циљу стручног образовања здравствених радника, а њени чланови предавачи стручних предмета. Подружница је пружила огроман допринос у погледу стручног уздизања кадрова. Они су на својим леђима поднели велики терет у области здравстене заштите становништва, нарочито у периоду када је лекара било мало, а Лесковцу одувек гравитирало велико подручје. Лекари су достојно обављали своје задатке које им је друштвена заједница поверила, без обзира на лоше или добре друштвене прилике. Сви су радили по свом медицинском знању и умењу, држећи се усвојених етичких и моралних принципа. Посебно треба захвалити старијим колегама који су врло радо и несебично преносили на млађе своје знање и искуство.